# Anaphes aestivus
Anaphes aestivus är en stekelart som först beskrevs av Soyka 1950.  Anaphes aestivus ingår i släktet Anaphes och familjen dvärgsteklar. Inga underarter finns listade i Catalogue of Life.